# Пјешивци
Пјешивци су српско племе из Старе Црне Горе. Чине га бројна братства које имају заједничко порекло.
Први помен Пјешиваца забележен је 1455. године у уговору између Стефана Црнојевића и народа Горње Зете са Млечанима (Плесунзи). Историјат Пјешивачког племена и његових братстава може се озбиљније пратити од половине 16. века, од периода када имамо и прве детаљне писане изворе. Сам назив Пјешивац долази од речи ћелав, а односило би се на становнике голих брда, „Голобрђане”.
Утемељивач племена био је Богдан и по предању и по подацима из турских дефтера. Према реконструкцији догађаја рођен је око 1430. године у околини Скадра; био је војвода код Ивана Црнојевића. Његова је породица према казивању водила порекло из Старе Србије (из Бањске), одакле се преселила у околину Скарда. Са породицом и браћом Радосавом и Витком прелази у Доње Пјешивце између 1471. и 1473. године, према Мијушковићу, те тада од Црнојевића добија феуд у Пјешивцима.
По писању Петра Шобајића, Богдан је био кнез или војвода и да се са братом Грујицом а после Косова населио у Црну Гору.
После одласка Црнојевића са чела Црне Горе и Пјешивци потпадају под турску управу. Али они остају дуже под Турцима, више него остали делови Црне Горе због неповољног географског положаја.
На почетку 17. века када се на састанку племенских главара одлучило да се пружи отпор Турцима. Племе је било заједно са својом српском браћом. Пјешивце је на том скупу у Кучама 1614. године предводио кнез Андрија. Међутим за време црногорског устанка 1684—1685. године Пјешивци су остали неутрални (као што се каже у млетачким извештајима).
Пјешивци су у оквир Катунске нахије потпали око 1780. када се Кнез Вук Вукићев одвојио од брдских племена и припојио Катунској нахији. Он је према казивању добио кнежевску титулу од султана. Наводно је отишао у Цариград где је добио берат, да буде кнез од „Планинице па до Скадра”.

## Братства
Пјешивце чине братства са презименима:
| - Антовић - Аџић - Бањевић - Бацковић - Белаковић - Бошковић - Вукићевић - Вулановић | - Вучинић - Вушовић - Гавриловић - Гостојевић - Грујић - Драгићевић - Драговић - Ђукић | - Ђурачић - Ђуровић - Живковић - Змијановић - Ивановић - Јакчевић - Јанковић - Јеремић | - Јоковић - Контић - Лакчевић - Лалатовић - Љешковић - Маговчевић - Марковић - Матковић | - Мијушковић - Милетић - Милошевић - Милуновић - Мињић - Мрвошевић - Никчевић - Павићевић | - Перовић - Перуновић - Премовић - Радовић - Радојичић - Радуловић - Рајовић - Рогановић | - Росандић - Савићевић - Спасојевић - Срндачић - Стриковић - Ускоковић - Пјешивац - Цебаловић - Шакорунић | - Шановић - Шантић - Шибалић - Шкулетић - Шурбатовић - Штековић |

## Познати Пјешивци
- Алекса Бацковић
- Милица Вучинић
- Мирко Вучинић
- Радоје Контић
- Мирко Лалатовић
- Никола Љешковић
- Војислав П. Никчевић
- Иван Никчевић
- Радислав Никчевић
- Ђоко Павићевић
- Миодраг Перуновић
- Петар Перуновић
- Слађана Перуновић
- Петар Пјешивац
- Здравко Радуловић
- Ранко Рајовић
- Дејан Савићевић
- Саша Савићевић
- Петар Шкулетић